# Emperor: Battle for Dune
Emperor: Battle for Dune is het officieuze derde deel in de computerspellenreeks Dune en het vervolg op Dune II en Dune 2000. Het spel is gebaseerd op de film Dune, die op zijn beurt weer is gebaseerd op de Duin-romans van Frank Herbert.
Net als vele andere computerspellen in het RTS-genre, worden de te spelen missies gevolgd dan wel voorgegaan door korte films die de verhaallijn begeleiden. In de korte films wordt gespeeld door live-acteurs.

## Verhaal
Het spel speelt zich af kort na de verhaallijn van Dune 2000. Keizer Corrino is vermoord door zijn maîtresse Elara en de Landsraad (raad van edelen) verkeert in een staat van chaos. De Spacing Guild heeft de drie Huizen (Atreides, Harkonnen en Ordos) een nieuwe uitdaging voorgelegd. Ze moeten elkaar bevechten op de planeet Arrakis, tot er slechts één Huis overblijft. Het overwinnende Huis krijgt leiderschap over de Landsraad en daarmee heerschappij over het bekende universum.

## Speelwijze
Emperor: Battle for Dune wordt nauwelijks anders gespeeld dan andere spellen in het genre. De speler kan een missie kiezen door een bepaald gebied aan te klikken op de landkaart van Arrakis. Afhankelijk van welk gebied, moeten er bepaalde opdrachten uitgevoerd worden.
Het grote verschil tussen dit spel en andere spellen in het genre is dat de keuzes die de speler maakt van zeer grote invloed zijn op de verdere verloop van het spel. Zo kan men partij kiezen en één partij aanvallen om de andere partij te helpen, waarna later in het spel bepaalde partij-specifieke eenheden gebouwd kunnen worden om tegenstanders aan te vallen. Deze niet-speelbare partijen zijn:
- Tleilaxu
- Ixians
- Fremen
- Sardaukar
- Spacing Guild

## Eenheden
- Tleilaxu
  - Een Contaminator - Een Contaminator is geschikt om infanterie aan te vallen. Wordt die gedood dan verschijnt er een nieuwe Contaminator
  - Een Leech - Een Leech werkt hetzelfde als een Contaminator maar dan op voertuigen. De Leech vuurt een ei af zodat er een leech op het voertuig zit die het voertuig langzaam 'verteert'. Wordt het voertuig verwoest dan ontstaat een nieuwe leech.

De Atreides kunnen een leech verwijderen met een reparatievoertuig. De Harkonnen met een vlammenwerpertank.
- Ixians
  - Scout drone - Een inktvisachtig voertuig dat onzichtbaar is. Kan tot ontploffing gebracht om zo schade aan de directe omgeving toe te brengen.
  - Projector - Maakt holografische kopieën van voertuigen. De vijand ziet geen verschil tussen een kopie en een echte unit. Eén schot is echter voldoende om het hologram te laten verdwijnen.

- Fremen
  - Fremen Soldaat - Onzichtbaar als hij stilstaat.
  - Fedaykin - De Elite troepen van de Fremen. Vuren met een Sonische Module. Kunnen zandwormen oproepen en berijden.

### Multiplayer
De multiplayer van dit spel kent één groot probleem. Bij aanvang van een multiplayer missie kan de speler vlak bij een andere, vijandige, speler op het speelveld geplaatst worden. Het probleem is via een patch opgelost, maar zorgde er wel voor dat interesse in het spel nooit groot is geweest.

## Ontvangst
| Beoordeeld door                | Datum             | Score |
| ------------------------------ | ----------------- | ----- |
| ActionTrip                     | 28 juni 2001      | 89%   |
| Power Unlimited                | juni 2001         | 88%   |
| 4Players.de                    | 29 juni 2001      | 87%   |
| Gamer's Pulse                  | 27 juni 2001      | 80%   |
| PC Games (Duitsland)           | 1 juni 2001       | 79%   |
| Fragland.net                   | 18 september 2002 | 78%   |
| GameSpy                        | 22 juni 2001      | 75%   |
| Retrogaming History            | 7 september 2009  | 70%   |
| Computer Gaming World (CGW)    | september 2001    | 50%   |
| Adrenaline Vault, The (AVault) | 13 juli 2001      | 50%   |